# 5409 Saale
5409 Saale eller 1962 SR är en asteroid i huvudbältet som upptäcktes den 30 september 1962 av den tyske astronomen Freimut Börngen vid Tautenburg-observatoriet. Den är uppkallad efter den tyska floden Saale.
Asteroiden har en diameter på ungefär 6 kilometer.